# Eduard Friedrich Weber (Kunstsammler)

Eduard F. Weber 1905

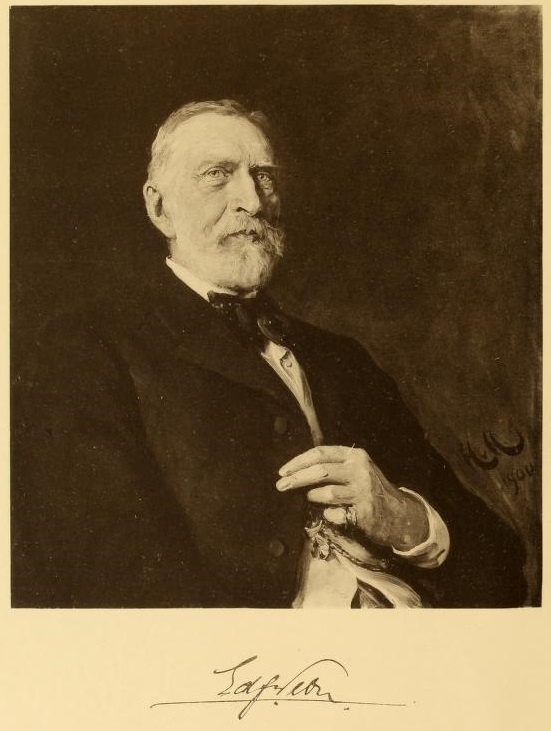

Eduard Friedrich Weber (* 19. Juni 1830 in Hamburg; † 19. September 1907 ebenda) war ein deutscher Unternehmer, Numismatiker, Kunstsammler, Kunstmäzen und Konsul.

## Herkunft
Webers Familie stammte ursprünglich aus Bielefeld. Sein Vater David Friedrich Weber (1786–1868) gründete 1811 zusammen mit dem Vater von Carl Woermann in Bielefeld das Geschäft Woermann und Weber, das sich mit Leinenhandel befasste. 1814 siedelte er nach Hamburg und trennte sich von seinem Kompagnon, der ebenfalls nach Hamburg zog. David Friedrich Weber gründete eine Firma, die erfolgreich mit Südamerika handelte. Seine Frau war seit 1814 die auch aus Bielefeld stammende Henriette Charlotte, geb. Nottebohm (1792–1886), eine Tochter des Abraham Nottebohm. Ihre Tochter Clara Eleonore Friederike Weber (1818–1860) heiratete 1837 Carl Woermann. Der Hamburger Senator und Erste Bürgermeister Hermann Anthony Cornelius Weber war ebenfalls ein Sohn D. F. Webers.

## Leben
Eduard Weber wurde 1830 in Hamburg geboren als neuntes von elf Kindern des Kaufmanns, Handelsrichters (1834) und „Königlich Preussischen Commerzienrathes“(1836) David Friedrich Weber. Im Alter von neun Jahren machte er mit seinen Eltern und einer Schwester eine zwei Jahre dauernde Italienreise. Bereits vor der Reise und zurück in Hamburg, erhielt er Privatunterricht bei verschiedenen Lehrern und besuchte dann bis 1847 das Gymnasium in Schwerin mit dem Abschluss der Unterprima. Nach einer kaufmännischen Lehre in Hamburg war Eduard Weber in den Jahren 1849/1850 zunächst in England tätig. 1852 ging er nach Valparaíso. Hier gründete er 1856 die Im- und Exportfirma Weber, Münchmeyer & Co., ab 1860 firmierend unter Weber & Cia. Sie sollte sich zu einer der größten Firmen an der Westküste Südamerikas entwickeln.
1862 in seine Geburtsstadt Hamburg zurückgekehrt, errichtete er das auf Salpeter spezialisierte Handelshaus Ed. F. Weber. 1863 heiratete er Mary Elizabeth Gossler (1845–1927), eine Tochter des Hamburger Kaufmanns und Bankiers Johann Heinrich Gossler. Neben seiner Geschäftstätigkeit übernahm Weber verschiedene Ehrenämter in Hamburg und war unter anderem 1877 Vorsteher und Jahresverwalter der „Niederländischen Armenkasse“. Ebenfalls 1877 wurde er zum Konsul für die Hawaii-Inseln berufen, dieses Amt übernahm er von seinem Schwiegervater und hatte es bis 1902 inne. Das Amt begünstigte seine bereits seit der Arbeit in seines Vaters Firma bestehenden Geschäftsbeziehungen zu den Hawaii-Inseln, die aus Plantagenbetrieben (Kaffee und Reis) und anderen kaufmännischen Unternehmungen bestanden.
Im Interesse ihrer Handelsbeziehungen mit Chile ersuchte Konsul Weber gemeinsam mit anderen bekannten Hamburger Unternehmern während des Salpeterkrieges und des Bürgerkrieges in Chile in den Jahren 1879 bis 1891 mehrfach den Hamburger Senat und das Auswärtige Amt um die Entsendung deutscher Kriegsschiffe nach Chile. Sie sollten die deutschen Interessen und den stockenden Überseehandel sichern, der zu großen finanziellen Verlusten geführt hatte. 
Neben seinen Hamburger Immobilien war Konsul Weber auch Eigentümer großen landwirtschaftlichen Grundbesitzes in Schlesien. Mitte der 1880er Jahre hatte er die Rittergüter Radschütz, Irrsingen und Alexanderhof erworben, später das Gut Nistitz und 1895 das benachbarte Gut Gurkau. Die Güter entsprachen in Summe einem Grundbesitz von ca. 2.500 ha, wovon ein Teil des Besitzes bereits 1905 wieder verkauft wurde. Neben den Gütern erwarb Weber 1888 das Schloss Wilhelmsburg mit Gut und Ruine Nimmersath, beides im Kreis Bolkenhain in Schlesien.

## Sammlung

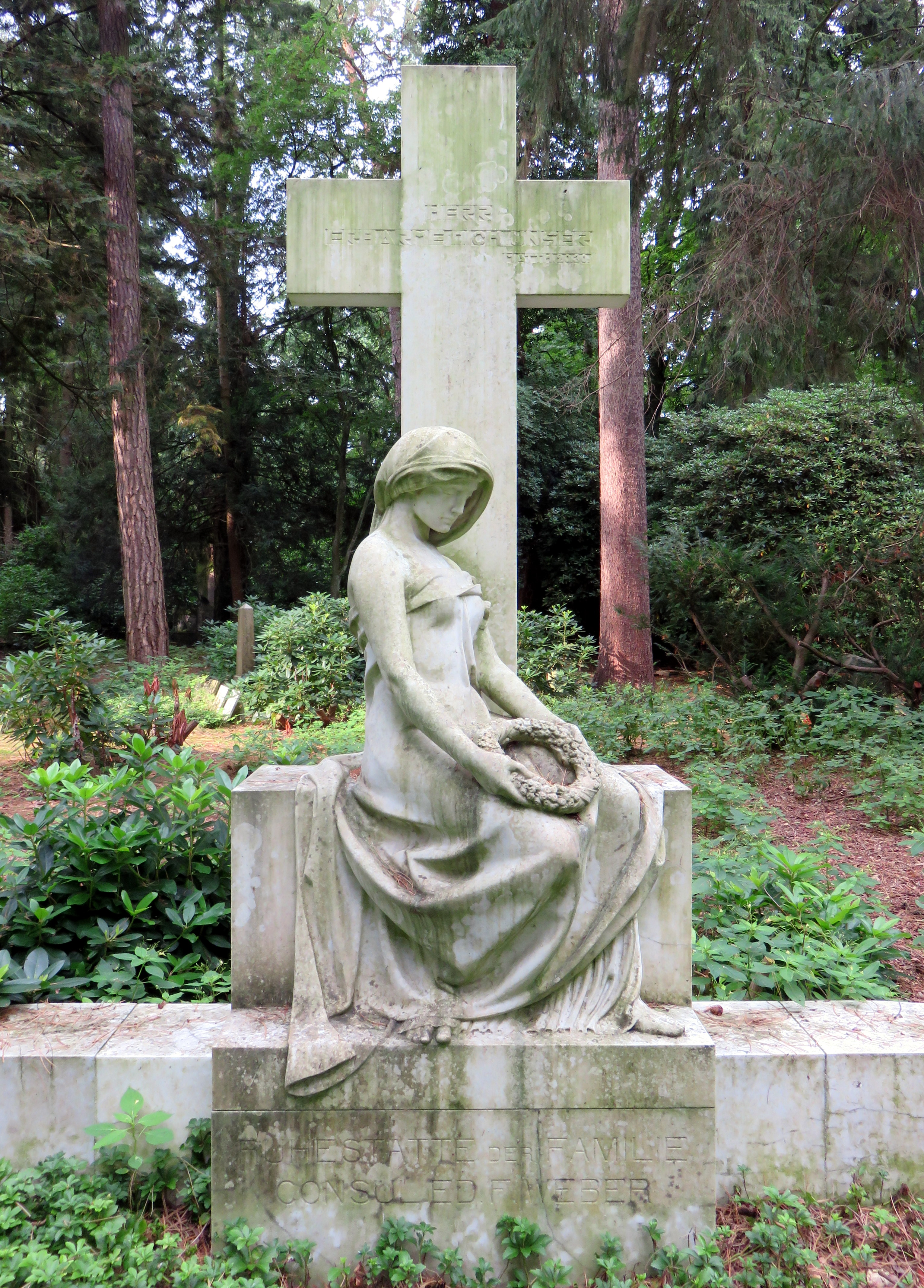
Familiengrabstätte Consul Ed F Weber auf dem Friedhof Ohlsdorf

Weber war als einer der größten deutschen Kunstsammler seiner Zeit der Besitzer der unter dem Namen „Galerie Weber“ bekannten bedeutenden Kunstsammlung, die vorwiegend altdeutsche, niederländische und italienische Gemälde enthielt. Des Weiteren hatte er eine hervorragende Münzsammlung (Griechen-, Römer- und Hamburg-Münzen). Zu den rund 370 Werken, die der Öffentlichkeit zugänglich waren, gehörten Werke von Peter Paul Rubens, Rembrandt, Andrea Mantegna, Hans Holbein d. Ä., Albrecht Dürer und Lucas Cranach d. Ä. Teile der Sammlung konnten nach 1907 dank der Initiative Alfred Lichtwarks der Hamburger Kunsthalle zugeführt werden. Per Testament hatte Weber die gesamte Gemäldegalerie der Stadt Hamburg für 2,5 Millionen Mark angeboten, der Verkauf kam nicht zustande. In einer Berliner Auktion in Rudolph Lepke’s Kunst-Auctions-Haus wurden die verbliebenen Werke 1912 für insgesamt 4,4 Millionen Mark versteigert. Seine neben den „alten Meistern“ auch vorhandenen Werke „neuer Meister“ dekorierten das Wohnhaus der Familie, sie verblieben bei seiner Witwe und wurden nach deren Tod 1927 ebenfalls versteigert. Das Wohnhaus der Familie wurde nicht nur mit diesen Werken ausgeschmückt, Weber ließ durch die Weimarer Kunstmaler Franz Gustav Arndt und Hieronymus Christian Krohn 1877 den Speisesaal seines Hauses mit vier Ölgemälden, die vier Jahreszeiten darstellend, dekorieren.

## Familie
Das Ehepaar Eduard Friedrich und Mary Elizabeth Weber hatte zehn Kinder, die zwischen 1865 und 1886 geboren wurden. Zwei der Kinder verstarben bereits im Kindesalter. Die Familie wohnte in St. Georg, An der Alster 58 (49).
Auf dem Ohlsdorfer Friedhof in Hamburg befindet sich im Planquadratbereich AA11(111-124)/AA12(35-38,58-59)(südwestlich Nordteich) die große Familiengrabstätte „Consul Ed F Weber“, gestaltet vom deutschen Bildhauer Hans Dammann.